# Hockeria singularis
Hockeria singularis är en stekelart som beskrevs av Boucek 1952. Hockeria singularis ingår i släktet Hockeria och familjen bredlårsteklar.
Artens utbredningsområde är:
- Österrike.
- Tjeckien.
- Grekland.
- Ungern.
- Italien.
- Kazakstan.
- Spanien.
- Kroatien.

Inga underarter finns listade i Catalogue of Life.